# Dai Tamesue

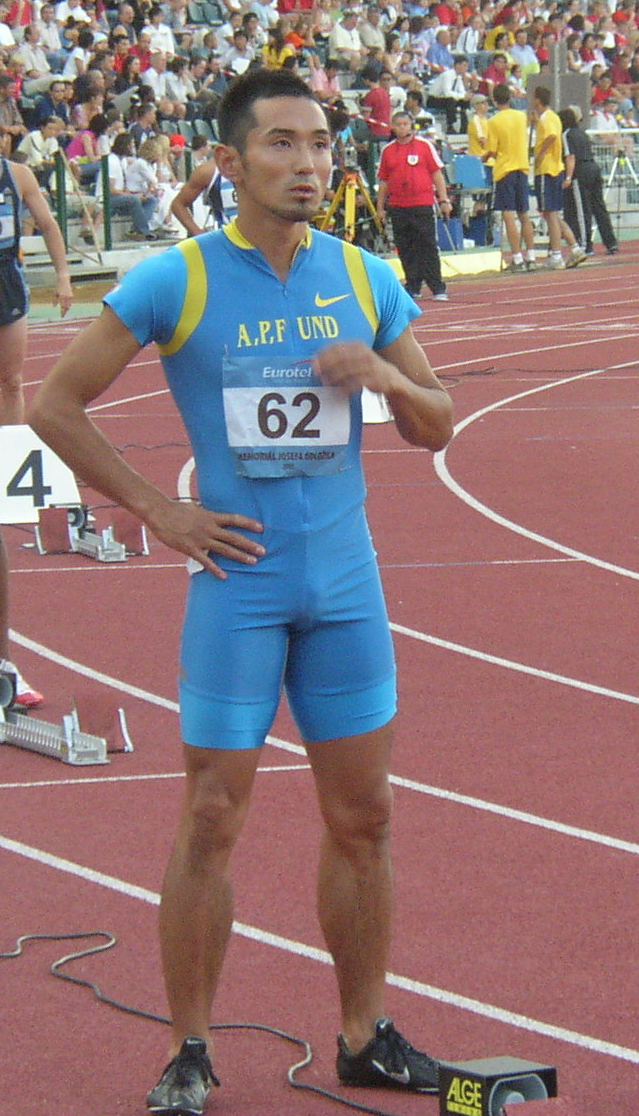
Dai Tamesue (Odložil-Memorial in Prag, 2005)

Dai Tamesue (jap. 為末 大 Tamesue Dai; * 3. Mai 1978 in Hiroshima) ist ein japanischer Leichtathlet.

## Leben
Tamesue war von 2001 bis 2005 japanischer Meister im 400-Meter-Hürdenlauf. Bei den Weltmeisterschaften 2001 in Edmonton und Weltmeisterschaften 2005 in Helsinki belegte er jeweils den 3. Platz, den er auch bei den Asienspielen 2002 erreichte.
Bei Olympischen Spielen erreichte er weder 2000 noch 2004 das Finale.
Mit einer Körpergröße von 1,70 m (Wettkampfgewicht: 64 kg) ist Tamesue ungewöhnlich klein für einen Hürdenläufer.

## Persönliche Bestleistungen
- 400 Meter: 45,94 Sekunden, 16. Oktober 1996 in Hiroshima
- 400 Meter Hürden: 47,89 Sekunden, 10. August 2001 in Edmonton

## Leistungsentwicklung
| Jahr | 400 Meter (in Sekunden) | 400 Meter Hürden (in Sekunden) |
| ---- | ----------------------- | ------------------------------ |
| 1996 | 45,94                   | 49,09                          |
| 1997 | -                       | -                              |
| 1998 | -                       | 49,19                          |
| 1999 | -                       | 49,12                          |
| 2000 | -                       | 48,47                          |
| 2001 | -                       | 47,89                          |
| 2002 | 47,27                   | 48,69                          |
| 2003 | -                       | 48,94                          |
| 2004 | 47,24                   | 48,46                          |
| 2005 | 46,92                   | 48,10                          |
| 2006 | 46,49                   | -                              |